# José Gabriel Funes
José Gabriel Funes SJ (Córdoba, 31 de janeiro de 1963) é um jesuíta e astrônomo argentino. Foi Diretor do Observatório do Vaticano de 2006 a 2015.
Ele recebeu seu mestrado em astronomia pela Universidade Nacional de Córdoba, na Argentina, e seu doutorado em astronomia pela Universidade de Pádua, na Itália. Também é bacharel em filosofia pela Universidade de Salvador, na Argentina, e em teologia pela Pontifícia Universidade Gregoriana, em Roma. Foi ordenado sacerdote em 1995. 
Ele ingressou no Observatório do Vaticano como pesquisador em 2000 e foi nomeado em 19 de agosto de 2006 para suceder o então diretor George Coyne. Em 18 de setembro de 2015 foi substituído como Diretor por Guy Consolmagno SJ.